# Rob
Rob ist ein männlicher Vorname, seltener auch ein Familienname.

## Herkunft und Bedeutung
Rob als Vorname ist eine Kurzform von Robert und Robin.

## Bekannte Namensträger
- Rob Baan (* 1943), niederländischer Fußballtrainer und Sportdirektor
- Rob Blake (* 1969), kanadischer Eishockeyspieler
- Rob Bottin (* 1959), US-amerikanischer Spezialeffektkünstler
- Rob S. Bowman (* 1960), US-amerikanischer Filmregisseur und Filmproduzent
- Rob Bredl (* 1950), australischer Dokumentarfilmer
- Rob Bron (1945–2009), niederländischer Motorradrennfahrer
- Rob Brown (* 1962), US-amerikanischer Altsaxophonist
- Rob Brown (* 1984), US-amerikanischer Schauspieler
- Rob Cohen (* 1949), US-amerikanischer Regisseur und Filmproduzent
- Rob Conway (* 1974), US-amerikanischer Wrestler
- Rob Crocker (1945–2024), US-amerikanischer Rundfunkmoderator und Musikproduzent
- Rob Cross (* 1990), englischer Dartspieler
- Rob Davison (* 1980), kanadischer Eishockeyspieler
- Rob Dougan (* 1969), australischer Musiker
- Rob Druppers (* 1962), niederländischer Leichtathlet
- Rob Dyrdek (* 1974), US-amerikanischer Skateboardfahrer
- Rob Estes (* 1963), US-amerikanischer Schauspieler
- Rob Fabrie (* 1971), niederländischer Diskjockey
- Rob Friend (* 1981), kanadischer Fußballspieler
- Rob Fulop, US-amerikanischer Computerspiel-Entwickler
- Rob Garcia (* 1969), US-amerikanischer Jazzmusiker
- Rob Gaudreau (* 1970), US-amerikanischer Eishockeyspieler
- Rob Gonsalves (1959–2017), kanadischer Künstler
- Rob Goorhuis (* 1948), niederländischer Komponist
- Rob Green (* 1976), britischer Moderator und DJ
- Rob Gretton (1953–1999), britischer Musikmanager
- Rob Gronkowski (* 1989), US-amerikanischer American-Football-Spieler
- Rob Halford (* 1951), britischer Sänger
- Rob Hall (1961–1996), neuseeländischer Bergsteiger und Unternehmer
- Rob Hayles (* 1973), britischer Radrennfahrer
- Rob Hisey (* 1984), kanadischer Eishockeyspieler
- Rob Hollink (* 1962), niederländischer Pokerspieler
- Rob Houwer (1937–2025), niederländischer Filmproduzent
- Rob Hubbard (* 1955), britischer Musiker und Komponist
- Rob Jetten (* 1987), niederländischer Politiker
- Rob Krier (1938–2023), luxemburgischer Architekt
- Rob Lee (* 1966), englischer Fußballspieler
- Rob Levin (1955–2006), US-amerikanischer Informatiker
- Rob Lowe (* 1964), US-amerikanischer Schauspieler
- Rob Maas (* 1969), niederländischer Fußballspieler
- Rob Marshall (* 1960), US-amerikanischer Regisseur
- Rob Mayth (* 1984), deutscher Diskjockey
- Rob Morrow (* 1962), US-amerikanischer Schauspieler
- Rob Nelson (* 1979), US-amerikanischer Biologe und Filmemacher
- Rob Niedermayer (* 1974), kanadischer Eishockeyspieler
- Rob Pilatus (1964–1998), niederländischer Sänger und Tänzer
- Rob Pinkston (* 1988), US-amerikanischer Schauspieler
- Rob Ray (* 1968), kanadischer Eishockeyspieler
- Rob Reiner (* 1947), US-amerikanischer Filmregisseur
- Rob Rensenbrink (1947–2020), niederländischer Fußballspieler
- Rob Rock, US-amerikanischer Sänger
- Rob Schneider (* 1963), US-amerikanischer Schauspieler
- Rob Sims (* 1983), US-amerikanischer American-Football-Spieler
- Rob Skrlac (* 1976), kanadischer Eishockeyspieler
- Rob Steenhuis (1949–2018), niederländischer Architekt
- Rob Stolk (1946–2001), niederländischer Aktivist
- Rob Thomas (* 1965), US-amerikanischer Schriftsteller
- Rob Thomas (* 1972), US-amerikanischer Musiker
- Rob Trip (* 1960), niederländischer Radio- und Fernsehmoderator
- Rob Tognoni (* 1960), australischer Gitarrist
- Rob Walker (1917–2002), schottischer Rennstallbesitzer
- Rob White (* 1965), britischer Ingenieur
- Rob Witschge (* 1966), niederländischer Fußballspieler und -trainer
- Rob Zettler (* 1968), kanadischer Eishockeyspieler
- Rob Zombie (* 1965), US-amerikanischer Musiker
- Rob Zwartjes (1932–2021), niederländischer Karateka